# Reloj Monumental de Huejutla
El Reloj Monumental de Huejutla es un reloj de torre, ubicado en medio de la Plaza Revolución de la ciudad de Huejutla, estado de Hidalgo, México.

## Historia

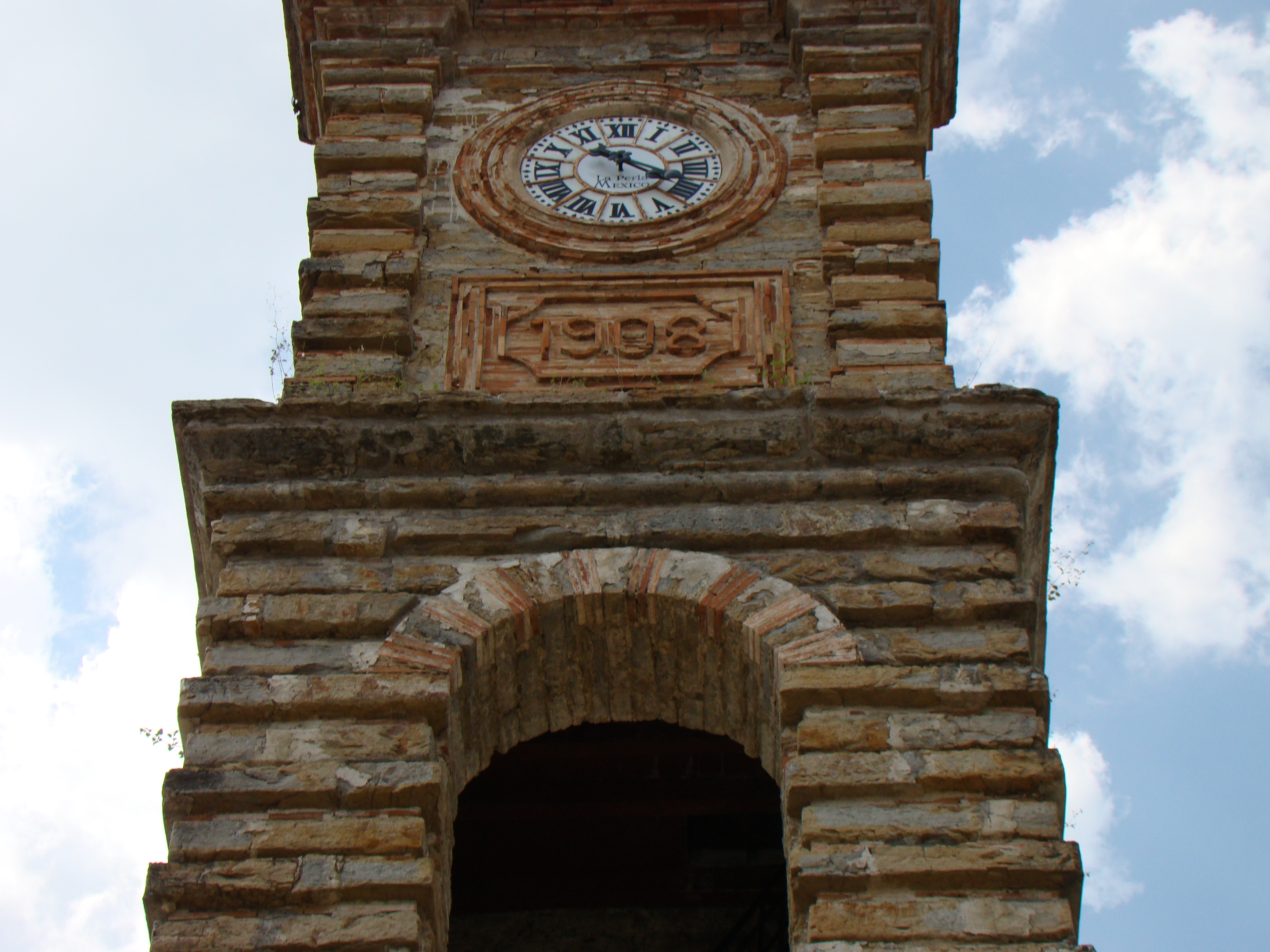
Detalle del Reloj Monumental de Huejutla.

Con el fin de conmemorar el centenario de la Independencia de México, Porfirio Díaz emitió un decreto en el que se anunciaba la construcción de una edificación conmemorativa en cada puerto y ciudad del país. Fue inaugurado en 1908. El reloj fue comprado en Alemania por o Andrade Herrera con el aval del entonces gobernador Pedro L. Rodríguez.
En 2008 con una exposición literaria y fotográfica, así como eventos artísticos-culturales, se dio la celebración del Centenario del Monumental Reloj de Huejutla. La develación de una placa alusiva a su centenario, acción ejecutada por el alcalde Marco Antonio Ramos Moguel, marcó el inicio de las festividades, donde sobresalió un espectáculo de luz y pirotecnia.
Varios personajes de Huejutla participaron con la interpretación de poesías, cantos, danzas y bailables típicos de la región, así como trabajos de investigación, todos alusivos a la historia de los 100 años de vida del citado monumento, como fue también la exposición fotográfica.

## Arquitectura
La torre está integrada por cuatro cuerpos de piedra volcánica, y mide 20 metros de alto. tiene un sistema musical que cada hora toca la melodía "El Cantador", del compositor huasteco Nicandro Castillo, y reproduce el Himno Nacional Mexicano a las 18:00 horas.